# Ребров, Иван Павлович (политик)
Иван Павлович Ребров (7 июля 1890—4 февраля 1974) — советский государственный и хозяйственный деятель.

## Биография
Родился в крестьянской семье в селе Линея Ржевского уезда Тверской губернии. Окончил два класса сельской[какой?] школы. После чего работал подпаском. Около 1910 года переехал в Санкт-Петербург, служил матросом и шкипером на барже, перевозившей уголь из Кронштадта в Санкт-Петербург. Во время Первой мировой войны Ребров служил на Балтийском флоте.
В 1918 году вступил в РСДРП(б).
После окончания гражданской войны Иван Павлович служил в угрозыске в городах средней полосы России[уточнить]. 
В 1935-м году семья переехала в г. Щекино Тульской области. Ивана Павловича, к тому времени уже образованного и перспективного руководителя, назначили председателем райисполкома. Жена много лет проработала бухгалтером, но затем перенесла почечную инфекцию и так до конца жизни уже и не возвращалась на службу.
В 1937 году Реброва вызвали в Москву и предложили на выбор две должности: начальника сахарных трестов России - в г. Москве или заместителя Председателя Совета Министров - в Киргизии. Он выбрал последнюю должность и работал там до 1951 года.
С 27 апреля 1938 по 19 июля 1938 исполнял обязанности председателя Совета Народных Комиссаров Киргизской ССР. Заместитель председателя Совета Народных Комиссаров в 1937—1951 годах. С февраля 1941 года по довыборам от Киргизской ССР депутат Верховного Совета СССР 1-го созыва (член Совета Национальностей). Депутат Верховного Совета СССР II-го созыва (1946—1950) также от Киргизской ССР. 1 марта 1946 года награждён Орденом Ленина в связи с 20-летием Киргизской ССР.
Во Фрунзе, как и во многих других национальных республиках, ситуация в те годы была сложной. Большинство прежних руководителей оказались за решеткой, и практически на всех высших должностях были новые люди. Первым секретарем ЦК Компартии Киргизии был с 1937 года А. В. Вагов - донбасский шахтер, член партии с 1917 года. Они вместе с И.П. Ребровым фактически и начали поднимать запущенное хозяйство республики. К этому времени Ребров был уже грамотным экономистом. По сложившемуся тогда положению должность Председателя Совмина республики занимал национальный кадр - на этот высший пост был назначен первый шахтер-стахановец Киргизии Кулатов, не умевший ни читать, ни писать. Но человек он был чрезвычайно талантливый и быстро освоил и грамоту, и методы управления республикой, закончил Высшую партшколу. В конце концов Кулатов стал великолепным работником и возглавлял правительство Киргизии более 20 лет. К Ивану Павловичу он всегда относился очень уважительно, и дружеские отношения между ними сохранились и в дальнейшем, когда Ребров переехал жить во Фрязино. Каждый раз, бывая в столице, Кулатов обязательно посещал Фрязино и всегда был желанным гостем.
В конце пятидесятых годов старшие Ребровы переехали в г. Фрязино Московской области, где жил и работал сын. Иван Павлович вышел на пенсию и был в тяжелом состоянии: здоровье не позволяло больше находиться в жарких климатических условиях г. Фрунзе.
Иван Павлович скончался в феврале 1974 года и похоронен на Гребневском кладбище.
Биографические данные Ивана Павловича Реброва приведены по воспоминаниям С. И. Реброва и детским воспоминаниям А. С. Реброва.

## Семья
- Жена —  Клавдия Григорьевна Реброва, урождённая? (1904, Вышний Волочёк — 1977, Фрязино)
  - Сын —  родился до начала 1928 г., в 10-летнем возрасте умер от воспаления лёгких.
  - Сын —  Сергей Иванович Ребров (1929, Тверь — 2007, Фрязино), доктор технических наук (1974), профессор, генеральный директор НПО «Исток».